# Lamar Yarbrough
Lamar Anthony Yarbrough (* 7. April 1996 in Öhringen) ist ein deutsch-US-amerikanischer Fußballspieler. Der Defensivspieler steht seit 2024 bei Alemannia Aachen unter Vertrag.

## Sportlicher Werdegang
Yarbrough begann mit dem Vereinsfußball beim SC Michelbach/Wald, den er im Alter von 13 Jahren in Richtung Sportfreunde Schwäbisch Hall verließ. Dort durchlief er die Jugendmannschaften und rückte später in die in der sechstklassigen Verbandsliga Württemberg antretende Wettkampfmannschaft auf. Nach dem Abstieg 2018 wechselte er zum TSV Ilshofen, der die Liga als Meister in entgegengesetzter Richtung in die Oberliga Baden-Württemberg verlassen hatte. Auch hier etablierte er sich schnell als vielseitiger Defensivspieler und trug in 30 Einsätzen im Verlauf der Oberliga-Spielzeit 2018/19 zum Klassenerhalt des Liganeulings bei. 
Im Sommer 2019 wechselte Yarbrough in die viertklassige Regionalliga Bayern, wo er einen Zwei-Jahres-Vertrag beim 1. FC Schweinfurt 05 unterzeichnete. Auch hier war er anfangs Stammkraft, ehe er sich bei einem Spiel im Bayerischen Toto-Pokal gegen den FC Ingolstadt 04 eine Sprunggelenksverletzung zuzog und nach einer Operation langfristig ausfiel. Dennoch verlängerte er seinen Vertrag vorzeitig um ein Jahr mit der Option auf eine weitere automatische Verlängerung im Falle des Aufstiegs in die dritte Liga. Nach Wiedergenesung konnte er sich zwar ab Sommer 2022 einen Stammplatz erspielen, rückte aber im Winter ins zweite Glied und so wurde mangels Perspektive im Januar 2022 der Vertrag ein halbes Jahr vor Auslaufen aufgelöst, so dass Yarbrough sich daraufhin ablösefrei der in der Regionalliga Südwest im Abstiegskampf befindlichen SG Sonnenhof Großaspach anschloss.
Nach verpasstem Klassenerhalt mit der SG Sonnenhof Großaspach wechselte Yarbrough im Sommer 2022 zum Ligakonkurrenten SSV Ulm 1846, wo er einen bis 2024 gültigen Zwei-Jahres-Kontrakt unterzeichnete. Anfangs nur Ersatzmann etablierte er sich unter Trainer Thomas Wörle im Verlauf der Regionalliga-Spielzeit 2022/23 als Stammspieler in der Innenverteidigung und trug in 25 Saisonspielen mit zwei Saisontoren zur Rückkehr in den Profifußball als Regionalligameister bei. Auch in der Drittliga-Spielzeit 2023/24 war er anfangs nur Ersatzmann, ehe er am dritten Spieltag als Einwechselspieler für Thomas Geyer beim 1:1-Remis beim MSV Duisburg im Profifußball debütierte. Zwischenzeitlich Stammspieler, erzielte er bei der 2:3-Heimniederlage gegen Tabellenführer Dynamo Dresden am elften Spieltag sein erstes Profitor zur zwischenzeitlichen 1:0-Führung. Rund um den Jahreswechsel rückte er wieder ins zweit Glied, insbesondere nach der Verpflichtung von Philipp Strompf Anfang 2024. Als dieser wegen einer Gelbsperre gegen den SV Sandhausen pausieren musste, rückte er wieder in die Mannschaft und vertrat in der Folge auch den verletzten Mannschaftskapitän Johannes Reichert in der Innenverteidigung, ehe er nach Einsätzen als Einwechselspieler im Saisonendspurt aufgrund einer Innenbandverletzung ausfiel. Letztlich kam er zu 21 Meisterschaftsspielen in der dritten Liga, als er mit den „Spatzen“ als Drittligameister in die 2. Bundesliga aufstieg. Mit dem Erfolg verlängerte sich der auslaufende Vertrag um eine weitere Spielzeit.
Im August 2024 wechselte Yarbrough kurz vor Ende der Sommerwechselperiode zum Drittligaaufsteiger Alemannia Aachen. Bei den „Kartoffelkäfern“ war er abgesehen von verletzungsbedingten Pausen Stammspieler und erreichte unter Trainer Heiner Backhaus mit der Mannschaft am Ende der Spielzeit 2024/25 als Tabellenzwölfter den Klassenerhalt.

## Erfolge
- Meister Regionalliga Bayern 2021 (mit dem 1. FC Schweinfurt 05)
- Meister Regionalliga Südwest 2023 und Aufstieg in die 3. Liga (mit dem SSV Ulm 1846)
- Drittligameister 2024 und Aufstieg in die 2. Bundesliga (mit dem SSV Ulm 1846)